# Bastille Days
Pour les articles homonymes, voir Bastille (homonymie).

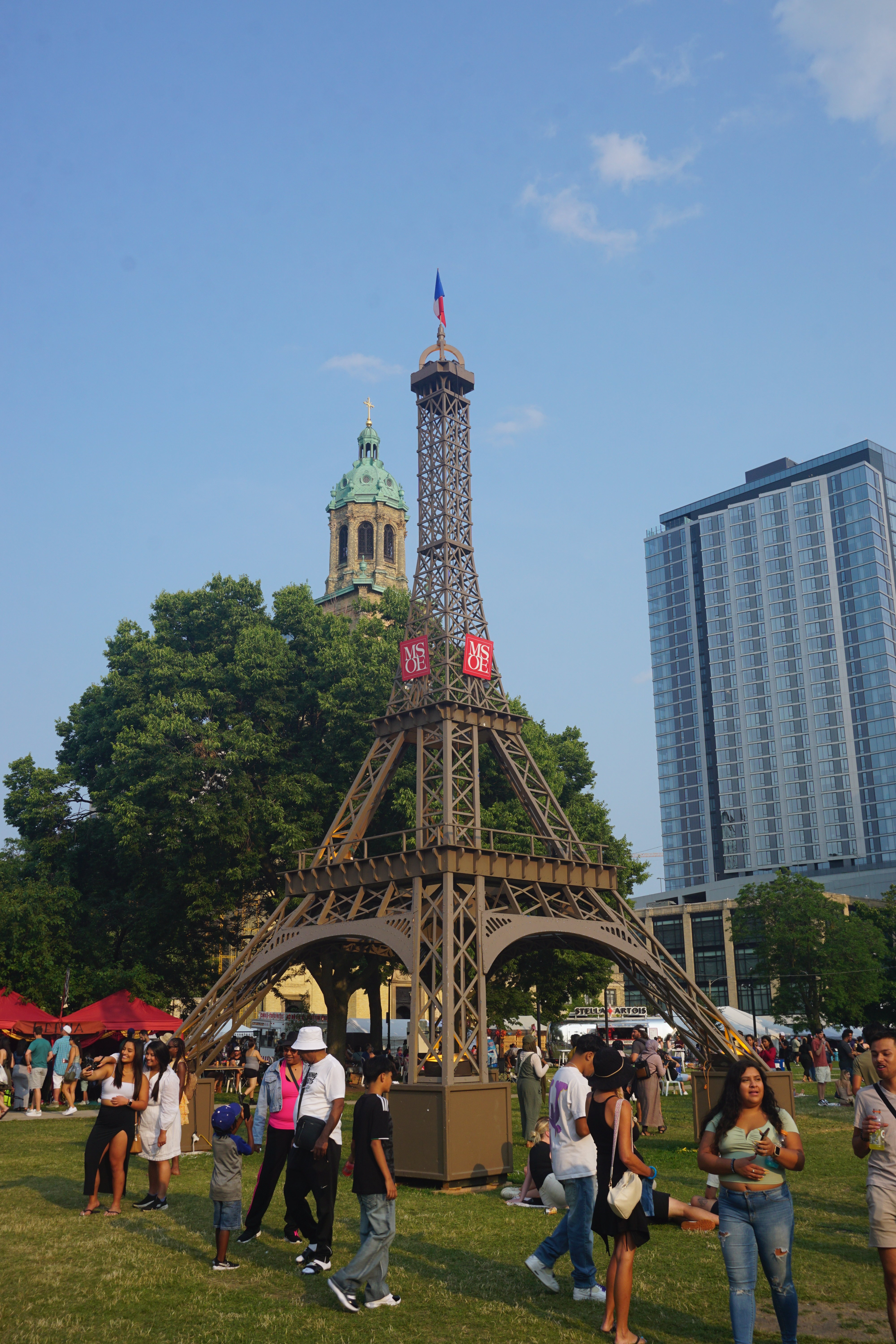
Bastille Days, 2023

Les Bastille Days sont un festival annuel ayant lieu depuis 1982 à Milwaukee, dans le Wisconsin, aux États-Unis. Célébration de la culture française, l'événement s'étale sur quatre jours autour du 14 juillet, qui marque la fête nationale française. Gratuite, cette manifestation organisée dans le centre-ville accueille jusqu'à 250 000 personnes, ce qui en fait l'un des principaux festivals liés à la France aux États-Unis. Elle commence par une course à pied et implique notamment une réplique de la tour Eiffel.